# Un parente prossimo
Un parente prossimo (Rabbit's Kin) è un film del 1952 diretto da Robert McKimson. È un cortometraggio d'animazione della serie Merrie Melodies, uscito negli Stati Uniti il 15 novembre 1952. Il film vede nel cast vocale originale, oltre a Mel Blanc (che doppia Bugs Bunny e Tappetto), anche Stan Freberg, che per la caratterizzazione di Pete Puma imitò il personaggio di John L. C. Silvoney interpretato da Frank Fontaine a teatro e nel programma radiofonico The Jack Benny Program.
Il titolo originale è un gioco di parole sull'espressione "rabbit skin" (pelle di coniglio), ma è anche un termine letterale in quanto Bugs si prende cura di un "parente" ("kin"), ovvero un altro coniglio e si finge poi un cugino dell'avversario. Dal 1998 il corto viene distribuito col titolo Un coniglietto solo soletto.

## Trama
Il coniglietto Tappetto sta scappando da Pete Puma, finché non cade nella tana di Bugs. Tappetto dice a Bugs del suo problema e Bugs accetta di aiutarlo. Quando Pete inserisce la zampa nella tana, Bugs gli dà un candelotto di dinamite "travestito" da coniglietto, quindi esce dalla tana dopo l'esplosione e chiede a Pete di restare per il tè. Tira fuori una zuccheriera con le zollette e chiede a Pete quante ne vuole, e Pete risponde "Oh, tre o quattro", quindi Bugs lo colpisce ripetutamente sulla testa con un martello provocandogli cinque bernoccoli. Dopo avergli appiattito quello in più, gli infila in bocca un sigaro esplosivo che Pete gli aveva dato, lo accende e scappa prima dell'esplosione.
Più tardi, Pete cerca di mascherarsi come la madre di Tappetto, spingendo Bugs a rifare il trucco della "tazza di tè". Qui, Pete prova a superare in astuzia due volte Bugs ma fallisce entrambe le volte, suggerendo prima di bere il caffè invece del tè (la gag delle zollette viene prevedibilmente ripetuta), poi mostrando a Bugs di aver protetto la testa con un chiusino in ferro; Bugs lo apre, rivelando i bernoccoli sulla testa di Pete.
Tappetto vuole essere coinvolto in uno degli scherzi a Pete. Così, mentre salta per la strada da solo, Pete lo afferra e corre nella sua grotta, con l'intenzione di cucinarlo. Qui si presenta Bugs travestito da un suo cugino di secondo grado, Paul Puma. Si offre aiutarlo a cucinare e chiede quanti ne vuole (stavolta riferendosi ai pezzi di carbone). Dopo che Pete gli dice di dargliene un bel po', si rende conto del trucco, afferra il martello di Bugs e si "serve da solo". Mentre Pete si martella ripetutamente la testa, Bugs e Tappetto lasciano la caverna; Bugs commenta che Pete è "troppo furbo" per loro e imita la sua risata.

## Distribuzione

### Edizione italiana
Il corto arrivò in Italia direttamente in televisione, venendo trasmesso su Rete Uno a Capodanno del 1979. Il doppiaggio fu eseguito dalla Mops Film e diretto da Willy Moser. Nel 1998 il corto fu ridoppiato dalla Angriservices Edizioni sotto la direzione di Renzo Stacchi su dialoghi di Giorgio Tausani per l'uscita in VHS. In DVD è stato però incluso il primo doppiaggio. Nessuno dei due restituisce al meglio la gag delle zollette, poiché essa si avvale di un gioco di parole sul termine "lump" (che può significare "zolletta", "pezzo" ma anche "bernoccolo").

### Edizioni home video

#### VHS
America del Nord
- Looney Tunes: The Collector's Edition Vol. 6 (1999)
- Bugs Bunny: Big Top Bunny (26 ottobre 1999)

Italia
- Bugs Bunny & Speedy Gonzales - Più Speedy che mai (febbraio 1998)
- Bugs Bunny: Big Top Bunny (maggio 2000)

#### Laserdisc
- Looney Tunes Assorted Nuts (1992)

#### DVD
Una volta restaurato, il corto fu pubblicato in DVD-Video in America del Nord nel primo disco della raccolta Looney Tunes Golden Collection: Volume 1 (intitolato Best of Bugs Bunny) distribuita il 28 ottobre 2003, dove è visibile anche con un commento audio di Stan Freberg e con la colonna internazionale; il DVD fu pubblicato in Italia il 2 dicembre 2003 nella collana Looney Tunes Collection, col titolo Bugs Bunny. In Italia fu inserito anche nel DVD Bugs Bunny della collana I tuoi amici a cartoni animati!, uscito il 15 novembre 2011. In seguito è stato inserito anche nel primo DVD della raccolta 50 cartoons da collezione - Looney Tunes della collana Il meglio di Warner Bros. (uscita in America del Nord il 25 giugno 2013 e in Italia il 5 dicembre).